# MTV Europe Music Awards/Best World Stage Performance
Der MTV Europe Music Awards for Best World Stage Performance wurde erstmals 2009 vergeben. Er honoriert die Liveauftritte von Künstlern, die im Rahmen der Fernsehsendung MTV World Stage aufgezeichnet und ausgestrahlt wurden.

## Gewinner und Nominierte

### 2000er
| Jahr          | Künstler                    | Liveauftritt | EN |
| ------------- | --------------------------- | ------------ | -- |
| 2009          |                             |              |    |
| Linkin Park   | WS Live in Los Angeles 2009 | [ 1 ]        |    |
| Coldplay      | WS Live in Tokyo 2009       | [ 1 ]        |    |
| Kid Rock      | WS Rock am Ring 2009        | [ 1 ]        |    |
| Kings of Leon | WS Live in Dublin 2009      | [ 1 ]        |    |
| Lady Gaga     | WS Live in Malta 2009       | [ 1 ]        |    |

### 2010er
| Jahr                    | Künstler                               | Liveauftritt | EN |
| ----------------------- | -------------------------------------- | ------------ | -- |
| 2010                    |                                        |              |    |
| Tokio Hotel             | WS Live in Malaysia 2010               | [ 2 ]        |    |
| Thirty Seconds to Mars  | WS Rock am Ring 2010                   | [ 2 ]        |    |
| Gorillaz                | WS Live at the Roundhouse, London 2010 | [ 2 ]        |    |
| Green Day               | WS Live in Munich 2009                 | [ 2 ]        |    |
| Muse                    | WS Rock am Ring 2010                   | [ 2 ]        |    |
| Katy Perry              | WS Live in Malaysia 2010               | [ 2 ]        |    |
| 2011                    |                                        | [ 2 ]        |    |
| Thirty Seconds to Mars  | WS Live in Mexico City                 | [ 3 ]        |    |
| The Black Eyed Peas     | WS Live in New York City 2011          | [ 3 ]        |    |
| Enrique Iglesias        | WS Live in Batumi, Georgien 2011       | [ 3 ]        |    |
| Kings of Leon           | WS Rock am Ring 2011                   | [ 3 ]        |    |
| Linkin Park             | WS Live in Madrid, Spanien 2010        | [ 3 ]        |    |
| Ozzy Osbourne           | WS Live at Ozzfest, London 2010        | [ 3 ]        |    |
| Snoop Dogg              | WS Live in London 2010                 | [ 3 ]        |    |
| Diddy                   | Dirty Money - WS Live in Glasgow 2010  | [ 3 ]        |    |
| My Chemical Romance     | WS in Valencia 2011                    | [ 3 ]        |    |
| Arcade Fire             | WS Live at Xacobeo Stadium 2010        | [ 3 ]        |    |
| 2012                    |                                        | [ 3 ]        |    |
| Justin Bieber           | WS Live in Malaysia 2012               | [ 4 ]        |    |
| Arcade Fire             | WS Live at Xacobeo Stadium 2010        | [ 4 ]        |    |
| Arctic Monkeys          | WS Live in Valencia 2012               | [ 4 ]        |    |
| B.o.B                   | WS Gothenburg, Sweden 2012             | [ 4 ]        |    |
| Evanescence             | WS Live in Arkansas 2012               | [ 4 ]        |    |
| Flo Rida                | WS Live in Malta 2012                  | [ 4 ]        |    |
| Jason Derulo            | WS Live in Belfast 2011                | [ 4 ]        |    |
| Joe Jonas               | WS Live in Mexico City 2011            | [ 4 ]        |    |
| Kasabian                | WS Live In Belfast 2011                | [ 4 ]        |    |
| Kesha                   | WS Live In Mexico City 2011            | [ 4 ]        |    |
| LMFAO                   | WS Live in Malta 2012                  | [ 4 ]        |    |
| Maroon 5                | WS Live in Las Vegas 2011              | [ 4 ]        |    |
| Nelly Furtado           | Live in Malta 2012                     | [ 4 ]        |    |
| Red Hot Chili Peppers   | WS Live in Belfast 2011                | [ 4 ]        |    |
| Sean Paul               | WS Live in Belfast 2011                | [ 4 ]        |    |
| Snoop Dogg              | Live in Malta 2012                     | [ 4 ]        |    |
| Snow Patrol             | WS Live in Belfast 2011                | [ 4 ]        |    |
| Taylor Swift            | WS Speak Now World Tour 2012           | [ 4 ]        |    |
| 2013                    |                                        | [ 4 ]        |    |
| Linkin Park             | WS Monterrey, Mexico 2012              | [ 5 ]        |    |
| The Black Keys          | WS NY Webster City Hall 2012           | [ 5 ]        |    |
| Fun                     | WS Rock am Ring 2013                   | [ 5 ]        |    |
| Garbage                 | WS Monterrey, Mexico 2012              | [ 5 ]        |    |
| Green Day               | WS Rock am Ring 2013                   | [ 5 ]        |    |
| Jessie J                | WS Malta 2013                          | [ 5 ]        |    |
| Alicia Keys             | WS Manchester 2012                     | [ 5 ]        |    |
| Macklemore & Ryan Lewis | WS Wireless 2013                       | [ 5 ]        |    |
| Jason Mraz              | WS Live in Myanmar 2012                | [ 5 ]        |    |
| No Doubt                | WS Frankfurt 2012                      | [ 5 ]        |    |
| Rita Ora                | WS Malta 2013                          | [ 5 ]        |    |
| Paramore                | WS Rock am Ring 2013                   | [ 5 ]        |    |
| Robin Thicke            | WS Malaysia 2013                       | [ 5 ]        |    |
| Snoop Lion              | WS Durban 2013                         | [ 5 ]        |    |
| The Killers             | WS Big Day Out 2013                    | [ 5 ]        |    |
| 2014                    |                                        | [ 5 ]        |    |
| Enrique Iglesias        | WS Isle of MTV Malta                   | [ 6 ]        |    |
| Afrojack                | WS Live in Amsterdam 2013              | [ 6 ]        |    |
| B.o.B                   | WS Malaysia 2014                       | [ 6 ]        |    |
| Ellie Goulding          | WS Wireless London                     | [ 6 ]        |    |
| Fall Out Boy            | WS Monterrey                           | [ 6 ]        |    |
| Flo Rida                | WS Mexico                              | [ 6 ]        |    |
| Hardwell                | WS Isle of MTV Malta                   | [ 6 ]        |    |
| Imagine Dragons         | WS Live in Amsterdam                   | [ 6 ]        |    |
| Kings of Leon           | WS Rock am Ring Germany                | [ 6 ]        |    |
| Linkin Park             | WS Rock am Ring Germany                | [ 6 ]        |    |
| Nicole Scherzinger      | WS Isle of MTV Malta                   | [ 6 ]        |    |
| Pharrell Williams       | WS Wireless London                     | [ 6 ]        |    |
| Simple Plan             | WS Monterrey                           | [ 6 ]        |    |
| The Killers             | WS Live in Amsterdam 2013              | [ 6 ]        |    |
| 2015                    |                                        | [ 6 ]        |    |
| Ed Sheeran              | WS Live V Festival 2014                | [ 7 ]        |    |
| Iggy Azalea             | WS Wireless Festival                   | [ 7 ]        |    |
| Jason Derulo            | WS Live in Malaysia                    | [ 7 ]        |    |
| Jessie Ware             | WS Live at MTV Crashes Cork            | [ 7 ]        |    |
| Kaiser Chiefs           | WS Live in Athens                      | [ 7 ]        |    |
| Slash                   | WS Live in Glasglow 2014               | [ 7 ]        |    |
| Diverse                 | Tomorrowland                           | [ 7 ]        |    |
| YG                      | WS Live from Manila 2015               | [ 7 ]        |    |
| Afrojack                |                                        | [ 7 ]        |    |
| Alicia Keys             |                                        | [ 7 ]        |    |
| B.o.B                   |                                        | [ 7 ]        |    |
| Biffy Clyro             |                                        | [ 7 ]        |    |
| Charli XCX              | WS Isle of MTV Malta                   | [ 7 ]        |    |
| Dizzee Rascal           | WS Isle of MTV Malta                   | [ 7 ]        |    |
| 2016                    |                                        | [ 7 ]        |    |
| Martin Garrix           | WS Isle of MTV Malta                   | [ 8 ]        |    |
| Duran Duran             | Piazza Del Duomo, 2015                 | [ 8 ]        |    |
| Ellie Goulding          | Piazza Del Duomo, 2015                 | [ 8 ]        |    |
| Jess Glynne             | WS Isle of MTV Malta                   | [ 8 ]        |    |
| OneRepublic             | MTV Evolution, Philippines, 2016       | [ 8 ]        |    |
| Tinie Tempah            | MTV Crashes, Plymouth, 2015            | [ 8 ]        |    |
| Diverse                 | Tomorrowland                           | [ 8 ]        |    |
| Wiz Khalifa             | WS Isle of MTV Malta                   | [ 8 ]        |    |
| 2017                    |                                        | [ 8 ]        |    |
| The Chainsmokers        | WS Isle of MTV Malta                   | [ 9 ]        |    |
| DNCE                    | WS Isle of MTV Malta                   | [ 9 ]        |    |
| Foo Fighters            |                                        | [ 9 ]        |    |
| Kings of Leon           |                                        | [ 9 ]        |    |
| Steve Aoki              | WS Isle of MTV Malta                   | [ 9 ]        |    |
| Diverse                 | Tomorrowland                           | [ 9 ]        |    |
| 2018                    |                                        | [ 9 ]        |    |
| Alessia Cara            | MTV Spotlight @ Hyperplay, 2018        | [ 10 ]       |    |
| Clean Bandit            | MTV Crashes Plymouth, 2017             | [ 10 ]       |    |
| Charli XCX              | MTV Crashes Plymouth, 2017             | [ 10 ]       |    |
| David Guetta            | Trafalgar Square, 2017                 | [ 10 ]       |    |
| Jason Derulo            | Isle of MTV Malta, 2018                | [ 10 ]       |    |
| Post Malone             | Wireless Festival, 2018                | [ 10 ]       |    |
| Migos                   | Wireless Festival, 2018                | [ 10 ]       |    |
| J. Cole                 | Wireless Festival, 2018                | [ 10 ]       |    |
| Nick Jonas              | MTV Spotlight @ Hyperplay, 2018        | [ 10 ]       |    |
| 2019                    |                                        | [ 10 ]       |    |
| Muse                    | Bilbao, Spain 2018                     | [ 11 ]       |    |
| Bebe Rexha              | Isle of MTV Malta, 2019                | [ 11 ]       |    |
| Hailee Steinfeld        | Isle of MTV Malta, 2018                | [ 11 ]       |    |
| The 1975                | Lollapalooza Paris Festival 2019       | [ 11 ]       |    |
| Twenty One Pilots       | Lollapalooza Paris Festival 2019       | [ 11 ]       |    |